# Ernst Schleiermacher
Ernst Schleiermacher (* 18. Januar 1755 in Alsfeld; † 20. April 1844 in Darmstadt) war ein deutscher Naturwissenschaftler und Museumsdirektor.

## Leben
Ernst Christian Friedrich Adam Schleiermacher war der Sohn von Carl Schleiermacher (1710–1781) und dessen Frau Sophia geb. Gerhard (1723–1778). Ernst kam als Zehnjähriger nach Darmstadt, da sein Vater Leibarzt am Hofe des Landgrafen von Hessen in Darmstadt wurde. Schleiermacher besuchte das Darmstädter Pädagogium und studierte ab 1775 Jura in Gießen, wo er ein guter Freund von Friedrich Maximilian Klinger wurde, und anschließend in Göttingen. Er stand in Kontakt zu Johann Heinrich Merck sowie zu Christoph Lichtenberg, der seit 1770 in Göttingen weilte.
Vor Abschluss des Studiums wurde er 1779 zum Kabinettssekretär des Erbprinzen Ludwig X., des späteren Großherzog Ludwig I., ernannt und kehrte nach Darmstadt zurück. Er war in dieser Funktion maßgeblich am Aufbau der Kunst- und Naturaliensammlungen in Darmstadt beteiligt und war deren erster Direktor bis 1835. Er erweiterte systematisch und bedeutend die Sammlungen des Landgrafen bzw. Großherzog, die zunächst in unterschiedlichen Teilen des Darmstädter Schlosses untergebracht waren.
Schleiermacher war seit 1784 mit Henriette von Hesse (1764–1800) verheiratet, wodurch er Schwiegersohn des Staatsministers Andreas Peter von Hesse (1728–1803) war.  Aus der Ehe gingen u. a. die Kinder Ludwig Schleiermacher (1785–1844) und Andreas August Ernst (1787–1858) hervor.
Ernst Schleiermacher wurde auf dem Alten Friedhof in Darmstadt bestattet (Grabstelle: I Mauer 152). Das Grab ist ein Ehrengrab.

## Ehrungen
- Ehrendoktor der Universität Gießen
- 1821: Geheimer Staatsrat
- 1830: Wirklicher Geheimer Rat